# Фролов, Александр Александрович (хоккеист, Нижний Новгород)
Алекса́ндр Алекса́ндрович Фроло́в (род. 18 апреля 1982, Горький) — российский хоккеист, тренер.

## Биография
Сын хоккеиста и тренера Александра Фролова. Воспитанник нижегородской хоккейной школы, игровую карьеру начал в 1998 году в «Торпедо-2», в сезоне 2000/2001 выступал в составе заволжского клуба «Мотор», с 2001 года — в составе «Торпедо», которое в сезоне 2001/2002 играло в Суперлиге.
В дальнейшем выступал в клубах высшей и первой лиг России — кирово-чепецкой «Олимпии» (2003/2004 и 2005—2007), клубе «Саров» (2004/2005), клинском «Титане» (2006/2007), тверском ТХК (2007/2008), белоярском клубе «Кристалл-Югра», уссурийском «Приморье» (2009—2011) и саранской «Мордовии» (2011—2013).
С 2019 года — тренер спортивной школы «Торпедо». Летом 2025 года вошёл в тренерский штаб клуба «Чайка».